# Зависимость (песня)
«Зависимость» — песня российской певицы Елены Темниковой, выпущенная 18 ноября 2014 года на её собственном лейбле By Temnikova. Первый сольный сингл исполнительницы после ухода из группы Serebro в 2014 году.

## История создания и релиз
В мае 2014 года Елена Темникова досрочно покинула группу Serebro по состоянию здоровья. 17 ноября того же года певица представила тизер новой сольной песни, получившей название «Зависимость». На следующий день на стриминговых платформах состоялась официальная премьера сингла. Автором и продюсером трека выступила сама исполнительница; релиз композиции был осуществлён на собственном лейбле певицы By Temnikova. На песню было снято лирическое видео, видеоряд к которому придумала сама Темникова. Съёмка проходила под руководством известного фотографа Клаудио Поркарелли. Ролик занял первое место в категории «Лучшее лирик-видео 2014 года» по итогам канала ELLO, собрав несколько миллионов просмотров.

## Реакция критиков
Алексей Мажаев с сайта InterMedia поставил синглу три балла из пяти возможных. По мнению рецензента, «сольный старт Темниковой получился вполне весомым», о чём говорят «отчасти провокационное название песни, завлекающий тизер перед клипом и отменный продакшн». Обозреватель подчеркнул, что «„Зависимость“ выполнена на хорошем среднем уровне, однако этому энергичному упругому европопу не хватает какой-то изюминки или, если угодно, щербинки: дикого сюжета в клипе, странного текста, привязчивого рефрена, чего-то такого». При этом, Мажаев отметил, что «перечисленные факторы обычно способствуют быстрой популярности, а при игре вдолгую порой срабатывает и ставка на профессионализм».

## Список композиций
| №  | Название      | Длительность |
| -- | ------------- | ------------ |
| 1. | «Зависимость» | 3:33         |